# Értékpénz
Az értékpénz nemesfémtartalmánál fogva inherens értékkel rendelkező, törvény által szabályozott módon, pénzverdében előállított és forgalmazott érme. A XX. század előtt a legkisebb címletek kivételével minden pénzérme nemesfémből készült, így az értékpénzek szolgáltak a készpénzforgalom lebonyolítására is, ma már kizárólag befektetési és vagyontartási célokra kerülnek a nemzetközi forgalomba. A pénzek vásárlóértékét rendszerint az érme nemesfémtartalma szabta meg, ezért forgalmát, elfogadását nem volt szükséges törvénnyel kikényszeríteni.
Régebben csak ezüstből és aranyból, újabban platinából és palládiumból is vernek értékpénzeket, ezek azonban befektetési célokra készített kereskedelmi érmék.

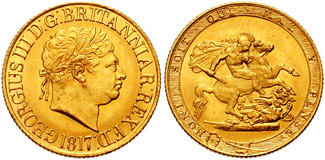
III. György brit király 1817-es, .917 finomságú sovereign (arany font sterling) érméje. A brit sovereign volt 1817-es kibocsátásától a világ legfontosabb értékpénze.